# Подводные лодки типа «Удзусио»
Подводные лодки типа «Удзусио» (яп. うずしお型潜水艦 Удзусио-гата сэнсуйкан) — серия японских дизель-электрических подводных лодок, наиболее крупные японские субмарины с момента окончания Второй мировой войны. Первые построенные в Японии подводные лодки с каплевидной формой корпуса, они сформировали основу для всех последующих типов подводных лодок Морских сил самообороны Японии, включая наиболее современный на 2008 год тип «Сорю». Всего с 1968 по 1978 год было построено 7 подводных лодок типа «Удзусио». С появлением более современных подводных лодок типа «Харусио», они были постепенно превращены в учебные и впоследствии пущены на слом в конце 1980-х — первой половине 1990-х годов.

## Представители
| Название         | Заводской номер       | Судоверфь      | Дата закладки    | Спуск на воду   | Ввод в строй    | Судьба                                                |
| ---------------- | --------------------- | -------------- | ---------------- | --------------- | --------------- | ----------------------------------------------------- |
| Удзусио うずしお | SS 566                | Кавасаки, Кобе | 25 сентября 1968 | 11 марта 1970   | 21 января 1971  | пущена на слом 24 мая 1987                            |
| Макисио まきしお | SS 567                | Мицубиси, Кобе | 21 июня 1969     | 27 января 1971  | 2 февраля 1972  | пущена на слом 11 марта 1988                          |
| Исосио いそしお  | SS 568 затем TSS 8001 | Кавасаки, Кобе | 9 июля 1970      | 18 марта 1972   | 25 ноября 1972  | учебная с октября 1989, пущена на слом 25 марта 1992  |
| Нарусио なるしお | SS 569 затем TSS 8002 | Мицубиси, Кобе | 8 мая 1971       | 22 ноября 1972  | 28 августа 1973 | учебная с июня 1990, пущена на слом 17 марта 1993     |
| Куросио くろしお | SS 570 затем TSS 8003 | Кавасаки, Кобе | 5 июля 1972      | 22 февраля 1974 | 27 ноября 1974  | учебная с мая 1991, пущена на слом 1 марта 1994       |
| Такасио たかしお | SS 571 затем TSS 8004 | Кавасаки, Кобе | 6 июля 1973      | 30 июня 1975    | 30 января 1976  | учебная с июля 1992, пущена на слом 26 июля 1995      |
| Яэсио やえしお   | SS 572 затем TSS 8005 | Кавасаки, Кобе | 14 апреля 1975   | 19 мая 1977     | 7 марта 1978    | учебная с декабря 1993, пущена на слом 1 августа 1996 |